# Preah Khan
Preah Khan là một ngôi đền ở Angkor, Campuchia, được xây vào thế kỷ 12 cho vua Jayavarman VII. Đền này nằm ở Đông Bắc Angkor Thom và ngay phía Tây Jayatataka Baray. Preah Khan ít được du khách quan tâm bởi vị trí của nó nằm khá xa khu trung tâm Angkor. Preah Khan bị quên lãng trong khu rừng già và bị các cây cổ thụ mọc bao trùm lên. Khi khai quật khu di tích này, tổ chức Quỹ Bia tượng Thế giới (World Monuments Fund) đã quyết định giữ toàn bộ nguyên trạng ban đầu của ngôi đền trong tình trạng đổ nát, tạo cho khu vực có ngôi đền một không khí rất cổ kính, tôn nghiêm, linh thiêng và hoang dã, gây cho du khách một cảm giác khó diễn tả.
Preah Khan cùng với Ta Prom và Neak Pean là một nhóm đền gần Jayatataka. Preah Khan cũng giống như Bayon và Angkor Thom đều là kiến trúc mang đậm kiến trúc của Phật giáo được vua Jayavarman VII xây dựng nên. Preah Khan dùng tưởng niệm vua Jayavarman VI. Preah Khan theo tiếng Campuchia là "gươm thiêng", được chính thức xây dựng vào năm 1191 có chứa tượng vua Dhara Nindravarman II dưới dạng bồ tát Jayavarmesvara. Cũng như Bayon, đền này là đền Phật giáo nhưng khi vua Jayavarman VII mất, các vị vua sau lên ngôi đã biến nó thành ngôi đền Ấn Độ giáo. Các kiến trúc ban đầu theo kiến trúc Phật giáo được xây dựng thêm bệ thờ các thần Ấn Độ giáo như Shiva, Vishnu. Một số điêu khắc được xây dựng trước đó là các đức Phật bị đục bỏ, thay vào đó là các điêu khắc thêm vào là những họa tiết râu tóc và các họa tiết khác và biến thành các hiền nhân Rishi Ấn Độ.

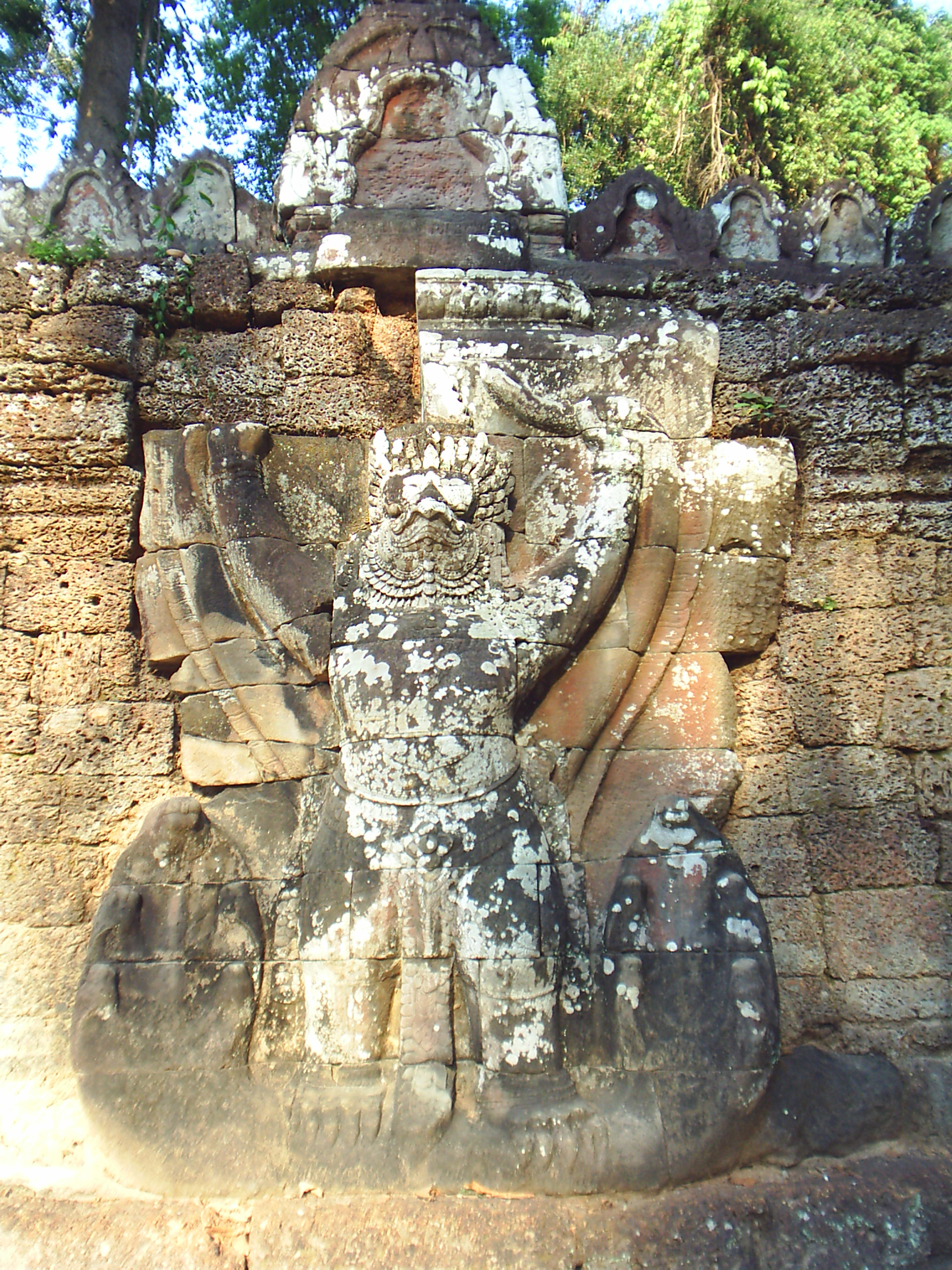
Bức tường bảo vệ được điêu khắc tượng chim thần Garuada cầm linga cao 5 m

Preah Khan rất lớn khoảng 57 hectare, được bao bọc bởi bốn lớp tường thành và một hào nước bên ngoài. Preah Khan không phải chỉ là một đền thờ mà thật ra là một thành phố nhỏ. Những ký tự tìm được ở Preah Khan có nói đến một cộng đồng hơn 90 ngàn dân sống trong vòng đai đền. Chỗ ở của các thầy tu, học trò và các người chăm sóc đền chắc là ở khoảng giữa bức tường bên ngoài và bức tường thành thứ hai.
Thời thịnh trị của thành phố, ngôi đền có khi là nơi tập trung của hàng ngàn tu sĩ đến đây. Ngôi đền ngày nay mang đậm tính tâm linh bởi ngôi đền này được xem là "hồ của máu". Do trong chiến trang, đền chứng kiến hàng ngàn cái chết của tù binh người Chàm và cái chết của vị vua Chàm. Ngoài vị thần thờ chính của ngôi đền là Lokesvaravara thì ngôi đền còn thờ đến 430 vị thần khác.
- Preah Khan xây dựng ở phía Tây Baray và được xây dựng trên nền đất cao theo đường cấp. Kết thúc đền nằm ở hướng Tây Đông dẫn đến một hồ nước.
- Cái hào thành bao bọc ngôi đền với chiều dài 800 m và chiều rộng là 700 m rộng 56 hecta. Ở phía ngoài con đường có một khoảng cách nhất định giữa khu vực điện thờ và khu vực nhà dân.
- Tại vòng thành thứ 3 với chiều dài 200 m, chiều rộng 175 m được làm bằng chất liệu là đá ong với 4 tháp. Trong đó cái phía Đông là lớn nhất.
- Mặt trong phần lớn khoảng cách giữa bức tường thành và khu điện thờ là những kiến trúc phụ với những ao nhỏ. Những cái ao này có rất nhiều và chúng có kích thước khác nhau ở mỗi góc.
- Đường đi vào Preah Khan, hai bên là hàng dài các tượng đèn đá, sau đó là qua một cầu giống như ở Angkor Thom với hai bên là các thần và quỷ ôm con rắn chín đầu. Điều này cho thấy Preah Khan trước đây là chỗ ở của hoàng gia, có thể nơi đây Jayavarman VII làm cung điện trong khi Angkor Thom đang được xây dựng. Qua cầu đá là đến cửa thành vòng ngoài, cửa thành được bảo vệ bởi các tượng chim thần Garuda to lớn. Trên cửa là tháp (gopura) rất hùng vĩ. Đi qua hai bức tường thành nữa là đến hệ thống kiến trúc đền với các điện, hành lang, phòng, đền thờ. Trong điện được gọi là "Điện người múa", vì trên mi cửa vào là các điêu khắc vũ nữ apsara rất đẹp, thỉnh thoảng có tổ chức những điệu múa truyền thống Khmer. Giữa trung tâm Preah Khan có một tháp hình chuông (stupa) cho thấy đền Preah Khan ban đầu được xây là đền Phật giáo.
- Bờ tường phía Đông có rất nhiều cụm tháp to nhỏ, tuy nhiên những cái này không là gì hết so với những bức tường điêu khắc và những bức tượng ở bốn góc được chia thành nhóm và chia nhỏ bởi những trục tường điêu khắc dẫn đến những điện thờ.

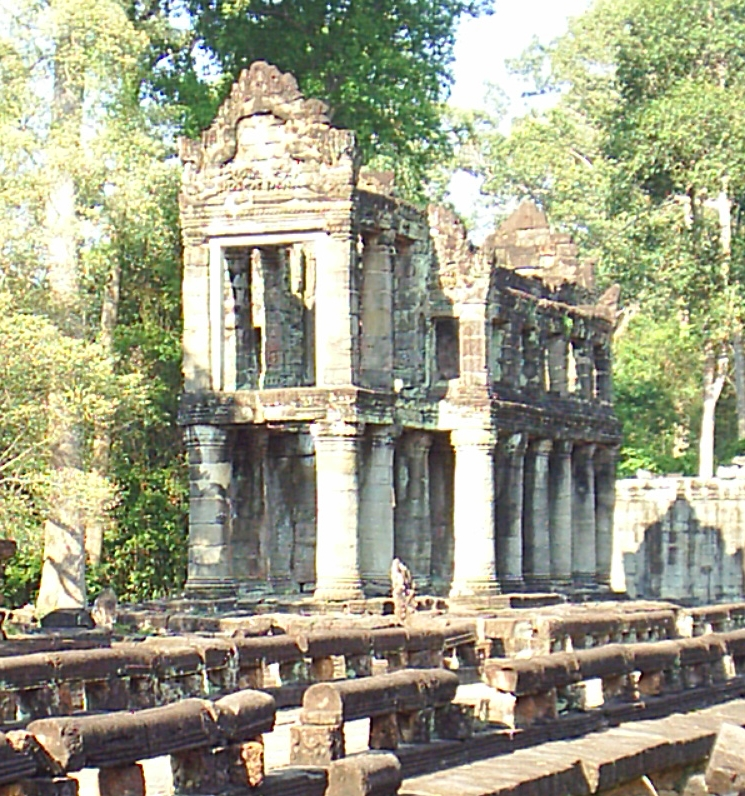
Đền trung tâm cao 2 tầng hình cột - đến bây giờ người ta vẫn chưa biết, đền này có vai trò gì

Cũng giống như số phận của Ta Prom và các ngôi đền trong quần thể Angkor, đền hiện đang bị xuống cấp nghiêm trọng bởi số lượng du khách đến đây.
Ở Preah Khan có một bệ đá khắc chữ, liệt kê các công trình kiến trúc được vua Jayavarman VII xây dựng, trong đó có 23 tượng đá gọi là Jayabudha Mahanatha được biết là có đặt ở các thành phố trong đó có Lopburi, Suphan, Ratharaburi, Phetchaburi, Muang Sing (hiện nay nằm trên lãnh thổ Thái Lan). Tên tượng cho phép ta đoán là các tượng này tượng trưng cho nhà vua.
Bia đá khắc ở Preah Khan cũng có nói đến 121 nhà nghỉ mà nhà vua xây dọc đường trên vương quốc. Các nhà nghỉ chân này vẫn còn tồn tại một thế kỷ sau vì Châu Đạt Quan đã viết về chúng trong chuyến lưu hành ở Angkor của ông như sau "Trên những đường lộ chính, có các nhà nghỉ tương tự như các nhà nghỉ đưa thư tín của chúng ta". Ngoài ra nhà vua còn cho xây 102 bệnh viện khắp trên vương quốc mà hiện nay vị trí của 32 bệnh viện này đã được xác định.